# オーティス・ヤング
オーティス・ヤング（Otis E. Young、1932年7月4日 – 2001年10月11日）は、アメリカ合衆国の俳優。アフリカ系アメリカ人。ロードアイランド州プロビデンス出身。

## 来歴
12人兄弟の一人として生まれる。17歳の時に朝鮮戦争に従軍、終戦に伴って帰国した後にニューヨーク市立大学で演劇を学ぶことを決意した。舞台俳優として活動し、1960年代初期にブロードウェイで俳優・脚本家として活躍した。1965年からは映画にも出演し、1973年にニューシネマの名作である『さらば冬のかもめ』にジャック・ニコルソン、ランディ・クエイドと共に主演して知名度を得た。その後はテレビドラマを中心に出演したが、1985年以降は役者業を休業している。
1987年にロサンゼルスの聖書学校（Life Pacific College）で学び、牧師としての資格を取得して聖職者へと転進した。教会で上級牧師として2年間に渡り活動した。公立高校で教師としても働き、1989年からはモンロー・コミュニティ・カレッジに教師として招致され、1999年には学科長に推挙された。2001年10月11日、脳卒中により69歳で亡くなった。

## 主な出演作品
- マーダー・イン・ミシシッピーMurder in Mississippi (1965)
- FBIアメリカ連邦警察「クライシス・グラウンド」（シーズン3第16話） The F.B.I. (1973)
- 私と兄 Me and My Brother (1969）
- さらば冬のかもめThe Last Detail (1973)
- コロンボ「仮面の男」（シーズン5第3話)Columbo (1975)